# 髙橋真梨子
髙橋 真梨子（たかはし まりこ、1949年〈昭和24年〉3月6日 - ）は、日本の女性歌手、作詞家。本名は広瀬 まり子（ひろせ まりこ）。旧姓は髙橋。広島県廿日市市生まれ、福岡県福岡市育ち。身長155cm。血液型はA型。夫はミュージシャンのヘンリー広瀬。
スポーツ観戦を趣味とする。所属レコード会社はビクターエンタテインメント。所属芸能事務所はザ・ミュージックス。公式ファンクラブはPaper Moon（ペーパームーン）。

## 経歴

### 生い立ち
父・森岡月夫は広島鉄道局、母・髙橋千鶴子は広島市内の銀行に、それぞれ勤務時の1945年8月6日、米軍の原子爆弾投下により被爆。母はダンサーでもあり、広島のダンスホールで両親は出会い結婚し1949年、まり子が生まれた。戦後、国鉄を辞めてプロのジャズクラリネット奏者を目指した父は、朝鮮戦争下で米軍基地が多くジャズが盛んであった福岡に移り、まもなく当時1歳だったまり子も母に連れられて博多に転居した。父は博多でジャズバンド「九州ナイト」のクラリネット奏者として活動したが、まり子が3歳の頃から足の指先から腐っていく脱疽の症状が出て病状が悪化し、働くことが出来なくなった父に代わり、母は中洲でスナック「森岡」を経営し、ホステスとして働き家計を支えた。母の収入は高額な痛み止めなど、父親の治療費に消えた。夫婦ゲンカが絶えなくなり5歳の時に両親は別居、父は昔の仲間がいる広島に戻り、まり子は母と博多に残る。お父さん子だったまり子は、学校が休みになると広島の父に会いに行くのが唯一の楽しみだった。小学3年生10歳の時、両脚義足の父がスクーターを飛ばして真夜中に博多にやって来た。母はお店からなかなか帰宅せず、父は娘の前で酒をあおり、母から再婚を拒否されたことを話し泣いた。当時はザ・ピーナッツが世に出た頃で、渡辺プロダクションの興隆期でもあり、「まり子がナベプロに入って、歌手になってお金を儲けてあげるから」と父を慰めた。父母の離婚成立で、母親の「髙橋」姓となる。まり子は不倫をしていた母が許せず長い間に渡って恨み続けた。中高生時代には母が自分に触れることすら許せなかったという。父は広島市内のクラブでジャズプレイヤーとして働いたが、入市被爆が原因で長らく後遺症に苦しんだのち37歳で亡くなった。この時も母はまり子に泣きながら抱きついたが、それをも振り切ったという。愛情を求めた少女時代は歌うことだけが唯一の救いであり、歌うことで運命を変えてきた。

### ナベプロ時代
音楽を目指した父の影響を受け芸能界に憧れ、自らもジャズボーカルの勉強を始める。中学時代から学校には内緒で中洲のナイトクラブで歌う。福岡市立大楠小学校～九州女子中学校～九州女子中学校九州女子高等学校を経て、16歳の時、渡辺プロの九州支社・深見プロから声がかかり、プロ歌手を目指し1965年、同高1年のとき、駒沢学園女子高等学校へ転入のため上京。父と約束した3年後、ナベプロと正式に契約し、同プロのもとで本格的なレッスンを受けた。硬い鉄道員からジャズ演奏家の道を目指した父の血が綿々とまり子の中に流れていた。東京では渡辺晋社長宅に預けられ、木の実ナナや中尾ミエらと同居。後から入って来た恵とも子と同室になり、つるんでワルいことをやり、渡辺家の家政婦に社長夫妻に告げ口され、居づらくなる。但し歌の上手さでは定評があり、1966年に「スクールメイツ」の一員として芸能界デビューした。さらにスクールメイツから抜擢され、「スカーレット」という4人組のコーラス・グループにも入れられた。しかしコーラス・グループだと、自分の個性を殺さなくてはならず、「自分の望みは歌手になること。アイドルではない」と、自身の求めているアーティスト路線でなかったこともあり、高校を卒業すると渡辺プロを脱退し、20歳を前に博多に戻る。東京での2年間はムダではなく、特にその間、母からの細かい心遣いを通じて、母の無償の愛を知り、母への反抗が母への甘えの変形だったことに気づいた。自身も恋愛経験を積み、母がずっと「おじいちゃん」と呼んでいた愛人のことも理解してあげられるようになった。再び、博多のライブハウスやディスコ、米軍クラブで歌う。

### 歌手活動歴

#### ペドロ&カプリシャス・二代目ボーカルでデビュー
1972年、中洲のナイトクラブで歌っていたところ「ペドロ&カプリシャス」のペドロ梅村にスカウトされる。このスカウトも偶然ではなく必然といえ、その胚芽はまり子自ら育てたものであった。同年に「別れの朝」が大ヒットしながらも突如離脱した先代・前野曜子に次ぐ、二代目ボーカルとして参加。カプリシャス時代の芸名は「高橋まり」。その後ソロに転じたが、バンドで歌うスタイルは貫くと決めていた。
翌1973年には「ジョニィへの伝言」「五番街のマリーへ」などがロングヒット。翌1974年の『第25回NHK紅白歌合戦』に「ジョニィへの伝言」で初出場を果たした。最初は1年の約束で、「ジョニィへの伝言」は最初は全然売れず、福岡に戻ろうかと思っていた頃、急に売れ出し、帰るに帰れなくなった。「ジョニィへの伝言」「五番街のマリーへ」は当時「無国籍ソング」と呼ばれた。

#### ソロ歌手としてデビュー
1978年にヘンリー広瀬と共に「ペドロ&カプリシャス」を脱退、「髙橋真梨子」としてソロ歌手として活動を始める。同年11月、「あなたの空を翔びたい」でデビュー。翌1979年から全国ツアーを2019年まで41年連続で実施。2000人以上収容の大規模ホールで、年間25公演以上を41年も継続している女性ソロ歌手は高橋のみで、昭和、平成、令和の3つの時代をトップアーティストとして走り続ける。
1980年8月に出した3枚目のアルバム『Monologue』が10万枚のセールス。1982年にシングル発売の「for you…」は「第11回東京音楽祭」にて金賞を獲得、のち多数のアーティストにカバーされる名曲となった。1984年の「桃色吐息」がソロ独立後7年目にして初の大ヒット。1992年の「はがゆい唇」、1994年の「遥かな人へ」など数々のヒット曲を発表、また髙橋自ら作詞を手掛けたりするなど、「実力派女性歌手」としての地位を確立した。
1993年8月5日「ペドロ&カプリシャス」時代からのメンバーであったヘンリー広瀬と結婚。年1回のペースでアルバムを制作・発表し、それに伴うコンサートツアーを行っている。コンサート活動は50回を越え、米カーネギー・ホールや英ロイヤル・アルバート・ホールなど海外での舞台実績もあり、現地在留邦人の支持も高い。カーネギー・ホールメイン・ホールでは2008年と2016年でも公演を実施し、日本人で唯一3回を数え、複数回実施アーティストは高橋のみである。
中高年（特に同年代の女性）層で人気の高い1996年発売の「ごめんね…」は、日本テレビ系列『火曜サスペンス劇場』の主題歌として同番組のターゲットである主婦層から多数の支持を得る。カラオケ・チャートでも40-50代女性の中で1位となった。また清酒「白鶴」のCMソングに起用され、本人も同商品のCMに出演。さらに、中高年向け高級化粧品「グレイスソフィーナ」のイメージキャラクターにも選出された。
「for you…」など、シングルは爆発的には売れないがシングル曲を収録したアルバムはヒットする例が多いことから、自身のコンサートで自虐的に「シングルの売れない髙橋真梨子です」と発言することがある。実際には「桃色吐息」「はがゆい唇」「遥かな人へ」「ごめんね…」などシングルヒットもある。むしろシングルヒットがない時期でもアルバムはコンスタントに売れるというのが実態に近いとされる。

#### NHK「紅白歌合戦」・「SONGS」など各テレビ出演
かつて髙橋が「ペドロ&カプリシャス」からの独立当初は、コンサート・レコーディングなどの音楽活動を重視しており、テレビ等のメディア出演は固辞していた。年末恒例の『NHK紅白歌合戦』（NHK総合・ラジオ第1）の出演依頼に対しても「大晦日にスケジュールを拘束されたくない」という理由で辞退したこともあったが、「桃色吐息」がヒットした1984年末の『第35回NHK紅白歌合戦』にはソロ歌手として初出場を果たした（なお「ペドロ&カプリシャス」時代も含めると、髙橋自身紅白出場は10年ぶり2回目である）。
2013年末の『第64回NHK紅白歌合戦』は、ソロ歌手として29年ぶり2回目の出場を果たす。自身初めての紅組トリを務め、圧巻のステージをみせた。それから2年後、2015年末の『第66回NHK紅白歌合戦』はソロ歌手で2年ぶり3回目の出場、紅組トリ前で「五番街のマリーへ」を歌唱。同年6月に発売したアルバム『ClaChic -クラシック-』が、オリコンの女性歌手年長記録の3位を記録（66歳3カ月）。
2016年末の『第67回NHK紅白歌合戦』へ、ソロで2年連続4回目の出場となり、自身最大のヒット曲である「ごめんね…」を披露。なお、当時髙橋の年齢は67歳9か月だったが、これはNHK紅白歌合戦において紅組の出場歌手としては最年長記録となる（それまでの記録は、2004年末の『第55回NHK紅白歌合戦』で島倉千代子が、当時66歳9か月の年齢で出場）。翌2017年末の『第68回NHK紅白歌合戦』もソロで3年連続5回目の出場、紅白では4年振り2度目の「for you…」を歌唱。紅白の紅組歌手として年齢は68歳9か月と、髙橋自身が持つ当時の最年長記録を更新した。
2017年8月2日、生誕の地である広島に本拠を置く広島東洋カープ×阪神タイガース戦（広島マツダスタジアム）で開催された、平和と核兵器廃絶をアピールする「ピースナイター2017」に、カープのユニフォームを着用して68歳にして始球式を務めた。
2024年末の『第75回NHK紅白歌合戦』に出場。天童よしみを抜いて紅組での最年長出場記録となる。イルカ・天童と共に紅組歌手で史上初の70代での出場を果たす。
NHK総合テレビ・深夜放映の音楽番組『SONGS』には、2017年現在髙橋が最多出場回数を誇っている。通算11回目の同番組出演となった2015年4月25日の放送では『髙橋真梨子 オールタイムリクエスト』と銘打ち、視聴者からのリクエストを募って、リクエストの多かった上位4曲（実際は5曲。4位「桃色吐息」、3位「五番街のマリーへ」。ペドロ&カプリシャス時代の曲で「ジョニィへの伝言」とメドレー形式で披露、2位「ごめんね…」、1位「for you…」。

## ヘンリーバンド
夫のヘンリー広瀬がバンドマスターを務め、ライブやテレビ出演時に髙橋真梨子をサポートする男性8人組バックバンド。
ヘンリー広瀬
フルート、キーボード担当
宮原慶太
ピアノ、キーボード担当
小松崎純
キーボード担当
野々田万照
サックス担当　
長男はアイドルグループ祭nine.元メンバーの野々田奏
藤井晴稔
ギター担当
小川真司
ベース担当
北沢マロ
パーカッション担当
山下政人
ドラムス担当

## ディスコグラフィ
- 全てのシングル・アルバムはInvitationからリリース。

### シングル
| #  | 発売日          | A/B面 | タイトル                                         | 作詞           | 作曲           | 編曲           | 規格品番   |
| -- | --------------- | ----- | ------------------------------------------------ | -------------- | -------------- | -------------- | ---------- |
| 1  | 1978年 11月25日 | A面   | あなたの空を翔びたい                             | 尾崎亜美       | 尾崎亜美       | 萩田光雄       | VIH-1035   |
| 1  | 1978年 11月25日 | B面   | 訪れ                                             | 福永史         | 木戸やすひろ   | 戸塚修         | VIH-1035   |
| 2  | 1979年 5月25日  | A面   | 夢ゆらり                                         | 福永史         | クニ河内       | クニ河内       | VIH-1046   |
| 2  | 1979年 5月25日  | B面   | 誕生日                                           | クニ河内       | クニ河内       | クニ河内       | VIH-1046   |
| 3  | 1979年 6月11日  | A面   | ハート＆ハード 〜時には強く時には優しく〜        | 尾崎亜美       | 尾崎亜美       | 後藤次利       | VIH-1051   |
| 3  | 1979年 6月11日  | B面   | YOU'RE SO FAR AWAY                               | 竜真知子       | ヘンリー広瀬   | 小笠原寛       | VIH-1051   |
| 4  | 1979年 12月20日 | A面   | サンライズ・サンセット                           | 竜真知子       | 佐藤健         | 佐藤健         | VIH-1069   |
| 4  | 1979年 12月20日 | B面   | もしかしたら                                     | 中里綴         | 木戸やすひろ   | 田辺信一       | VIH-1069   |
| 5  | 1980年 8月21日  | A面   | アフロディーテ                                   | 荒木とよひさ   | 馬飼野康二     | 馬飼野康二     | VIHX-1517  |
| 5  | 1980年 8月21日  | B面   | ランブル                                         | 来生えつこ     | 来生たかお     | 鈴木茂         | VIHX-1517  |
| 6  | 1981年 3月21日  | A面   | 愛はルフラン                                     | 松本隆         | P.Porte        | 井上鑑         | VIHX-1534  |
| 6  | 1981年 3月21日  | B面   | The Time To Say Goodbye                          | 竜真知子       | ヘンリー広瀬   | 井上鑑         | VIHX-1534  |
| 7  | 1981年 11月21日 | A面   | 夜明けのララバイ                                 | 竜真知子       | ヘンリー広瀬   | 倉田信雄       | VIHX-1556  |
| 7  | 1981年 11月21日 | B面   | NO MORE LOVE                                     | 小林和子       | 浜田金吾       | 奥慶一         | VIHX-1556  |
| 8  | 1982年 3月5日   | A面   | for you…                                         | 大津あきら     | 鈴木キサブロー | 若草恵         | VIHX-1566  |
| 8  | 1982年 3月5日   | B面   | ワインのようなKiss                               | 康珍化         | 浜田金吾       | 大谷和夫       | VIHX-1566  |
| 9  | 1982年 9月5日   | A面   | come back to me 〜フラワーホテルの女客〜         | 阿久悠         | 都倉俊一       | 都倉俊一       | VIHX-1585  |
| 9  | 1982年 9月5日   | B面   | DJがいつもかけるうた                             | 阿久悠         | 都倉俊一       | 都倉俊一       | VIHX-1585  |
| 10 | 1984年 5月21日  | A面   | 桃色吐息                                         | 康珍化         | 佐藤隆         | 奥慶一         | VIHX-1631  |
| 10 | 1984年 5月21日  | B面   | もいちどロマンス〜街角物語〜                     | 竜真知子       | 岡本朗         | 奥慶一         | VIHX-1631  |
| 11 | 1985年 5月1日   | A面   | ジュン                                           | 大津あきら     | 鈴木キサブロー | 武部聡志       | VIHX-1663  |
| 11 | 1985年 5月1日   | B面   | The Time To Say Goodbye                          | 竜真知子       | ヘンリー広瀬   | 井上鑑         | VIHX-1663  |
| 12 | 1986年 1月21日  | A面   | 蜃気楼                                           | 松井五郎       | 亀井登志夫     | 奥慶一         | VIHX-1678  |
| 12 | 1986年 1月21日  | B面   | 迷い鳩のように                                   | 髙橋真梨子     | 崎谷健次郎     | 武部聡志       | VIHX-1678  |
| 13 | 1987年 7月21日  | A面   | 愛し方を間違えて                                 | 秋元康         | 羽場仁志       | 岩本正樹       | VIHX-1719  |
| 13 | 1987年 7月21日  | B面   | 二度目の恋人                                     | 髙橋真梨子     | 崎谷健次郎     | 松本晃彦       | VIHX-1719  |
| 14 | 1988年 7月21日  | A面   | 恋する瞳                                         | 康珍化         | 鈴木キサブロー | 奥慶一         | VIHX-1746  |
| 14 | 1988年 7月21日  | B面   | 捨てられない                                     | 大津あきら     | 八島順一       | 奥慶一         | VIHX-1746  |
| 15 | 1989年 6月21日  | A面   | 十六夜                                           | 飛鳥涼         | 飛鳥涼         | 近藤敬三       | VIHX-1773  |
| 15 | 1989年 6月21日  | B面   | ジェラシー                                       | 井上陽水       | 井上陽水       | 森村献         | VIHX-1773  |
| 16 | 1990年 3月21日  | 01    | ヒ・ラ・ヒ・ラ淫ら                               | 大津あきら     | 鈴木キサブロー | 奥慶一         | VIDL-10    |
| 16 | 1990年 3月21日  | 02    | DANCEはひとり                                    | 髙橋真梨子     | 三浦一年       | 奥慶一         | VIDL-10    |
| 17 | 1991年 1月1日   | 01    | 遠いProphecy                                     | 冬杜花代子     | 鈴木キサブロー | 奥慶一         | VIDL-49    |
| 17 | 1991年 1月1日   | 02    | for you…                                         | 大津あきら     | 鈴木キサブロー | 若草恵         | VIDL-49    |
| 18 | 1992年 5月16日  | 01    | はがゆい唇                                       | 阿木燿子       | 羽田一郎       | 岩本正樹       | VIDL-10236 |
| 18 | 1992年 5月16日  | 02    | 〜LOVERS BELL〜心のささやき                      | 大津あきら     | 桑村達人       | 林有三         | VIDL-10236 |
| 19 | 1992年 9月9日   | 01    | とまどい小夜曲                                   | 松本隆         | 筒美京平       | 萩田光男       | VIDL-10276 |
| 19 | 1992年 9月9日   | 02    | それでもあなたがいるだけで                       | 鮎川めぐみ     | 筒美京平       | 萩田光男       | VIDL-10276 |
| 20 | 1992年 11月21日 | 01    | 貴方が生きたLove Song                            | 髙橋真梨子     | 玉置浩二       | 林有三         | VIDL-10289 |
| 20 | 1992年 11月21日 | 02    | 夕暮れにルージュ                                 | 髙橋真梨子     | 鈴木雅之       | 岩本正樹       | VIDL-10289 |
| 21 | 1993年 6月23日  | 01    | Sincerely                                        | 髙橋真梨子     | 三井誠         | 笹路正徳       | VIDL-10364 |
| 21 | 1993年 6月23日  | 02    | 待ちきれない                                     | 髙橋真梨子     | 羽田一郎       | 林有三         | VIDL-10364 |
| 22 | 1994年 2月2日   | 01    | 遥かな人へ                                       | 髙橋真梨子     | 松田良         | 岩本正樹       | VIDL-10490 |
| 22 | 1994年 2月2日   | 02    | 素足のボレロ                                     | 髙橋真梨子     | 岡本朗         | 林有三         | VIDL-10490 |
| 23 | 1994年 7月21日  | 01    | そっと…Lovin'you                                 | 髙橋真梨子     | 松田良         | 林有三         | VIDL-10545 |
| 23 | 1994年 7月21日  | 02    | 不思議な鳥                                       | 髙橋真梨子     | 三井誠         | 林有三         | VIDL-10545 |
| 24 | 1995年 2月8日   | 01    | 涙の街角                                         | 髙橋真梨子     | 松田良         | 林有三         | VIDL-10595 |
| 24 | 1995年 2月8日   | 02    | crazy for you－愛しすぎて－                      | 髙橋真梨子     | 亀井登志夫     | 林有三         | VIDL-10595 |
| 25 | 1995年 7月21日  | 01    | So in Love                                       | 髙橋真梨子     | 松田良         | 林有三         | VIDL-10682 |
| 25 | 1995年 7月21日  | 02    | 車窓                                             | 髙橋真梨子     | 岡本朗         | 林有三         | VIDL-10682 |
| 26 | 1996年 6月21日  | 01    | ごめんね…                                        | 髙橋真梨子     | 水島康宏       | 十川知司       | VIDL-10778 |
| 26 | 1996年 6月21日  | 02    | Good-by Love                                     | 髙橋真梨子     | HIROSHI        | 大森俊之       | VIDL-10778 |
| 27 | 1997年 10月30日 | 01    | 海色の風〜君住む場所へ〜                         | 髙橋真梨子     | 鈴木キサブロー | 十川知司       | VIDL-30096 |
| 27 | 1997年 10月30日 | 02    | 君の海に                                         | 髙橋真梨子     | 鈴木キサブロー | 十川知司       | VIDL-30096 |
| 28 | 1998年 4月22日  | 01    | 君の海に                                         | 髙橋真梨子     | 鈴木キサブロー | 十川知司       | VIDL-30209 |
| 28 | 1998年 4月22日  | 02    | 軌道                                             | 髙橋真梨子     | HIROSHI        | 十川知司       | VIDL-30209 |
| 29 | 1998年 10月21日 | 01    | フレンズ                                         | 髙橋真梨子     | 鈴木キサブロー | 大森俊之       | VIDL-30361 |
| 29 | 1998年 10月21日 | 02    | Come Prima 〜出逢った頃のように〜                | 髙橋真梨子     | 松田良         | 大森俊之       | VIDL-30361 |
| 30 | 1999年 5月5日   | 01    | 恋ことば                                         | 髙橋真梨子     | 鈴木キサブロー | 十川知司       | VIDL-30428 |
| 30 | 1999年 5月5日   | 02    | 向日葵                                           | 髙橋真梨子     | 住吉中         | 林有三         | VIDL-30428 |
| 31 | 2000年 3月23日  | 01    | 幸せのかたち                                     | 髙橋真梨子     | 住吉中         | 十川知司       | VIDL-30484 |
| 31 | 2000年 3月23日  | 02    | Silent Love                                      | 髙橋真梨子     | 鈴木キサブロー | 十川知司       | VIDL-30484 |
| 32 | 2001年 7月4日   | 01    | say my name                                      | Bobby Caldwell | Bobby Caldwell | Bobby Caldwell | VICL-35247 |
| 32 | 2001年 7月4日   | 02    | say my name 〜心をニュートラル〜                 | 髙橋真梨子     | Bobby Caldwell | Bobby Caldwell | VICL-35247 |
| 32 | 2001年 7月4日   | 03    | スフィア                                         | 髙橋真梨子     | 濱田金吾       | 十川知司       | VICL-35247 |
| 33 | 2002年 4月24日  | 01    | 枯れない花                                       | 髙橋真梨子     | 妹尾武         | 妹尾武         | VICL-35382 |
| 33 | 2002年 4月24日  | 02    | Traffic〜混雑                                    | 髙橋真梨子     | 岩沢二弓       | 鳥山雄司       | VICL-35382 |
| 34 | 2003年 5月21日  | 01    | 真昼の別れ                                       | 髙橋真梨子     | 崎谷健次郎     | CHOKKAKU       | VICL-35492 |
| 34 | 2003年 5月21日  | 02    | 真昼の別れ〜Studio Live〜                        | 髙橋真梨子     | 崎谷健次郎     | TOKU           | VICL-35492 |
| 34 | 2003年 5月21日  | 03    | ごめんね… 〜Never cried'till the end of Smoove〜 | 髙橋真梨子     | 水島康宏       | BANANA ICE     | VICL-35492 |
| 35 | 2004年 4月21日  | 01    | 心閉ざさないで                                   | 髙橋真梨子     | 村山晋一郎     | 村山晋一郎     | VICL-35643 |
| 35 | 2004年 4月21日  | 02    | 色のたより                                       | 髙橋真梨子     | 崎谷健次郎     | 小林信吾       | VICL-35643 |
| 36 | 2005年 9月16日  | 01    | 淡き恋人                                         | 髙橋真梨子     | 森川直紀       | 小林信吾       | VICL-35871 |
| 36 | 2005年 9月16日  | 02    | 時間のそよ風                                     | 髙橋真梨子     | 妹尾武         | 妹尾武         | VICL-35871 |
| 37 | 2006年 5月14日  | 01    | 僕の嘘                                           | 髙橋真梨子     | 林浩司         | 坂本昌之       | VICL-36056 |
| 37 | 2006年 5月14日  | 02    | engage                                           | 髙橋真梨子     | 崎谷健次郎     | 崎谷健次郎     | VICL-36056 |
| 38 | 2007年 12月19日 | 01    | オレンヂ                                         | 髙橋真梨子     | 茂村泰彦       | 小林信吾       | VICL-36367 |
| 38 | 2007年 12月19日 | 02    | コバルトの海                                     | 髙橋真梨子     | 宮原恵太       | 宮原恵太       | VICL-36367 |
| 39 | 2008年 7月23日  | 01    | 目を見て語れ 恋人たちよ                          | 阿久悠         | 宇崎竜童       | 小林信吾       | VICL-36439 |
| 39 | 2008年 7月23日  | 02    | not so bad                                       | 髙橋真梨子     | 茂村泰彦       | 小林信吾       | VICL-36439 |
| 39 | 2008年 7月23日  | 03    | 明日に架ける橋 (Live)                            | Paul Simon     | Paul Simon     | 宮原恵太       | VICL-36439 |

### アルバム

#### オリジナル・アルバム
| 枚   | 発売日         | タイトル                           | 規格品番                                     |
| ---- | -------------- | ---------------------------------- | -------------------------------------------- |
| 1st  | 1979年3月25日  | ひとりあるき                       | VICL-5161                                    |
| 2nd  | 1980年2月21日  | Sunny Afternoon                    | VICL-5162                                    |
| 3rd  | 1980年8月21日  | Monologue                          | VICL-5163                                    |
| 4th  | 1981年3月5日   | Tenderness                         | VICL-5164                                    |
| 5th  | 1981年10月21日 | Lovendow                           | VICL-5165                                    |
| 6th  | 1982年4月21日  | Dear                               | VICL-5166                                    |
| 7th  | 1982年11月21日 | After Hours                        | VICL-5167                                    |
| 8th  | 1983年10月21日 | 我蘭憧                             | VICL-5169                                    |
| 9th  | 1984年9月21日  | Triad                              | VICL-5170                                    |
| 10th | 1985年9月21日  | MELLOW LIPS                        | VICL-5171                                    |
| 11th | 1986年9月21日  | Forest                             | VICL-5172                                    |
| 12th | 1987年9月21日  | Bluesette                          | VICL-5173                                    |
| 13th | 1988年10月5日  | Eternally                          | VICL-5174                                    |
| 14th | 1989年9月21日  | Pretend                            | VICL-5175                                    |
| 15th | 1990年9月21日  | Fantasia                           | VICL-59                                      |
| 16th | 1991年9月4日   | Sweet Journey                      | VICL-188                                     |
| 17th | 1992年8月26日  | Lady Coast                         | VICL-329                                     |
| 18th | 1993年9月1日   | Verse                              | VICL-436                                     |
| 19th | 1994年9月7日   | Couplet                            | VICL-558                                     |
| 20th | 1995年4月21日  | Pure Connection                    | VICL-656                                     |
| 21st | 1996年5月2日   | Ripple                             | VICL-760                                     |
| 22nd | 1997年9月26日  | Tip Top                            | VICL-60113                                   |
| 23rd | 1999年5月21日  | Two for Nine                       | VICL-60377                                   |
| 24th | 2000年5月24日  | Musée                              | VICL-60578                                   |
| 25th | 2002年5月22日  | Time of Love                       | VICL-60880                                   |
| 26th | 2003年6月4日   | Method                             | VIZL-88（初回限定盤） VICL-61133（通常盤）   |
| 27th | 2004年5月12日  | Cinema                             | VICL-61373                                   |
| 28th | 2006年6月2日   | Fiesta                             | VICL-61942                                   |
| 29th | 2008年5月14日  | Swing Heart                        | VICL-62802                                   |
| 30th | 2011年6月8日   | Soirée                             | VIZL-420（期間限定盤） VICL-63745（通常盤）  |
| 31st | 2014年6月4日   | Adultica〜バラードを、いつも隣に〜 | VIZL-675（期間限定盤） VICL-64164（通常盤）  |
| 32nd | 2018年6月13日  | Katharsis                          | VIZL-1385（期間限定盤） VICL-65010（通常盤） |

#### ライブ・アルバム
| 枚  | 発売日        | タイトル                                              | 規格品番      | 備考 |
| --- | ------------- | ----------------------------------------------------- | ------------- | --- |
| 1st | 1983年6月21日 | 5th Love Affair                                       | VICL-5168     | ・1983年3月31日・4月1日、東京厚生年金会館にて収録。 ・収録曲が7曲多いカセット版『More 5th Love Affair』（VCF-20022）も発売された。 |
| 2nd | 2021年12月1日 | MARIKO TAKAHASHI LIVE at CARNEGIE HALL N.Y.           | VICL-65619/20 | 1993年、ニューヨーク・カーネギーホールにて収録。2022年の最後のコンサートツアーを記念して発売。                                     |
| 3rd | 2021年12月1日 | Mariko Takahashi ROYAL ALBERT HALL in LONDON          | VICL-65621/2  | 1994年、ロンドン・ロイヤルアルバートホールにて収録。2022年の最後のコンサートツアーを記念して発売。                                 |
| 4th | 2021年12月1日 | "tip top" HONG KONG SPECIAL VERSION '97 COMPLETE LIVE | VICL-65623/4  | 1997年10月31日、香港にて収録。2022年の最後のコンサートツアーを記念して発売。                                                       |
| 5th | 2021年12月1日 | フレンズまつり at 武道館                              | VICL-65625/6  | 1999年、日本武道館にて収録。2022年の最後のコンサートツアーを記念して発売。                                                         |
| 6th | 2021年12月1日 | LIVE Premium 40                                       | VICL-65627/8  | 2013年11月23日東京国際フォーラムにて収録。デビュー40周年記念ベスト・アルバム『髙橋40年』のツアー『Premium 40』から。               |
| 7th | 2023年3月8日  | Last Tour LIVE! our Days                              | VICL-65765/6  | 2022年11月9日・10日、東京国際フォーラムにて収録。2022年1月に始まった最後の全国コンサートツアーの模様をMC付きで収録。               |

#### ベスト・アルバム
| 枚   | 発売日         | タイトル                                                            | 規格品番                                           |
| ---- | -------------- | ------------------------------------------------------------------- | -------------------------------------------------- |
| 1st  | 1984年12月5日  | Songs                                                               | VDR-54                                             |
| 2nd  | 1985年5月21日  | Brown Joe                                                           | VDR-1039                                           |
| 3rd  | 1985年10月21日 | Stop My Love                                                        | VDR-1040                                           |
| 4th  | 1986年4月21日  | 蜃気楼・桃色吐息                                                    | VDR-1184                                           |
| 5th  | 1986年12月16日 | 桃色吐息～黄昏人                                                    | VDR-1337                                           |
| 6th  | 1987年12月1日  | 桃色吐息～愛し方を間違えて                                          | VDR-1448                                           |
| 7th  | 1988年11月21日 | Best One                                                            | VDR-1555                                           |
| 8th  | 1989年12月6日  | ベスト・コレクション                                                | VDRY-30023                                         |
| 9th  | 1990年12月1日  | ベスト・セレクション/ジョニーへの伝言～桃色吐息～ヒ・ラ・ヒ・ラ淫ら | VICL-86 VICL-222                                   |
| 10th | 1991年3月21日  | Songs for You...                                                    | VICL-40016/8                                       |
| 11th | 1991年6月21日  | Day Dream                                                           | VICL-166                                           |
| 12th | 1993年2月17日  | Collection                                                          | VICL-375                                           |
| 13th | 1993年2月17日  | Orchestration for You 髙橋真梨子名曲集                              | VICL-376                                           |
| 14th | 1993年2月17日  | オリジナルカラオケ集                                                | VICL-2106                                          |
| 15th | 1994年3月2日   | Voice                                                               | VICL-507                                           |
| 16th | 1995年11月22日 | Sing                                                                | VICL-713                                           |
| 17th | 1998年3月21日  | Replay                                                              | VIZL-30                                            |
| 18th | 2000年3月23日  | the best                                                            | VICL-60552/3                                       |
| 18th | 2004年11月17日 | the best ～new edition～                                            | VICL-61533/4                                       |
| 18th | 2018年3月7日   | the best ～STANDARDS～                                              | VICL-64938/40                                      |
| 18th | 2018年3月7日   | the best ～karaoke edition～                                        | VICL-64941/3                                       |
| 18th | 2003年9月26日  | Ballads                                                             | VIZL-96（初回限定盤） VICL-61229（通常盤）         |
| 19th | 2005年11月2日  | Single Collection                                                   | VICL-61798/800                                     |
| 19th | 2007年2月21日  | Single Collection ～new edition～                                   | VICL-62301/3                                       |
| 20th | 2007年5月23日  | Ballads II                                                          | VICL-62404                                         |
| 21st | 2007年9月2日   | Stories ～All Songs Requests～                                      | VICL-62504/5                                       |
| 22nd | 2010年3月24日  | Stories~All Songs Requests~ vol.2                                   | VICL-63553/4                                       |
| 23rd | 2011年8月31日  | Stories~All Songs Requests~ vol.3                                   | VICL-63778/9                                       |
| 24th | 2013年6月5日   | 髙橋40年                                                            | VICL-64021/3                                       |
| 25th | 2017年5月31日  | Dramatic Best 〜ドラマ・映画主題歌集〜                              | VICL-64797/8                                       |
| 26th | 2019年6月12日  | MariCovers                                                          | VIZL-1585（初回限定盤） VICL-65191（通常盤）       |
| 27th | 2020年8月26日  | 髙橋千秋楽                                                          | VIZL-1767（完全生産限定盤） VICL-65375/8（通常盤） |
| 28th | 2022年1月26日  | our Days tour 2022                                                  | VICL-65649/50                                      |
| 29th | 2023年3月8日   | 「髙橋」開店50周年                                                  | VIZL-2150（初回限定盤） VICL-65850（通常盤）       |
| 30th | 2024年10月9日  | EPILOGUE tour 2024-2025                                             | VICL-66011/2                                       |

#### カバー・アルバム
| 枚  | 発売日        | タイトル                           | 規格品番                                    |
| --- | ------------- | ---------------------------------- | ------------------------------------------- |
| 1st | 1989年5月21日 | 紗                                 | VDR-1611                                    |
| 2nd | 1990年5月21日 | 紗II                               | VICL-30                                     |
| 3rd | 2009年5月20日 | No Reason 〜オトコゴコロ〜         | VICL-63338                                  |
| 4th | 2010年5月12日 | No Reason 2 〜もっとオトコゴコロ〜 | VICL-63559                                  |
| 5th | 2012年9月12日 | No Reason 3 〜洋樂想ひ〜           | VICL-63907                                  |
| 6th | 2015年5月27日 | ClaChic -クラシック-               | VIZL-831（期間限定盤） VICL-64352（通常盤） |
| 7th | 2016年6月1日  | ClaChic 2 -ヒトハダ℃-              | VIZL-968（期間限定盤） VICL-64573（通常盤） |

### タイアップ曲
| 年     | 楽曲                                     | タイアップ                                                          |
| ------ | ---------------------------------------- | ------------------------------------------------------------------- |
| 1978年 | あなたの空を翔びたい                     | 西武流通グループ・イメージソング                                    |
| 1979年 | 夢ゆらり                                 | 日本テレビ系テレビドラマ「愛と死の絶唱」主題歌                      |
| 1979年 | 誕生日                                   | 日本テレビ系テレビドラマ「愛と死の絶唱」挿入歌                      |
| 1979年 | ハート＆ハード〜時には強く時には優しく〜 | いすゞ「ジェミニ」CMソング                                          |
| 1979年 | もしかしたら                             | 松竹映画「神様のくれた赤ん坊」主題歌                                |
| 1980年 | アフロディーテ                           | グリコ「アフロス」CMソング                                          |
| 1981年 | 愛はルフラン                             | TBS系テレビドラマ「拳骨にくちづけ」主題歌                           |
| 1982年 | come back to me〜フラワーホテルの女客〜  | フジテレビ系テレビドラマ「花祭」主題歌                              |
| 1984年 | 桃色吐息                                 | 三貴「カメリアダイヤモンド」CMソング                                |
| 1984年 | もいちどロマンス〜街角物語〜             | テレビ朝日系テレビドラマ「人妻捜査官」主題歌                        |
| 1985年 | 蜃気楼                                   | フジテレビ系「夏樹静子サスペンス」主題歌                            |
| 1989年 | 十六夜                                   | アニメ映画「シティーハンター 愛と宿命のマグナム」EDテーマ           |
| 1991年 | 遠いProphecy                             | テレビ朝日系「素敵にドキュメント」EDテーマ                          |
| 1992年 | はがゆい唇                               | TBS系テレビドラマ「眠れない夜をかぞえて」主題歌                     |
| 1992年 | 〜LOVERS BELL〜心のささやき              | NTT「LOVERS BELLキャンペーン」CMソング                              |
| 1992年 | とまどい小夜曲                           | TBS系「噂の!東京マガジン」EDテーマ                                  |
| 1992年 | 貴方が生きたLove Song                    | TBS系「ムーブ」EDテーマ                                             |
| 1993年 | Sincerely                                | ユニマット・CMソング                                                |
| 1994年 | 遥かな人へ                               | NHK「リレハンメルオリンピック」テーマソング                         |
| 1994年 | 素足のボレロ                             | NHK「リレハンメルオリンピック」イメージソング                       |
| 1994年 | そっと…Lovin'you                         | ユニマット・CMソング                                                |
| 1994年 | 不思議な鳥                               | テレビ朝日系テレビドラマ「向かい風の朝 愛と追憶のエアポート」主題歌 |
| 1995年 | 涙の街角                                 | TBS系テレビドラマ「おかみ三代女の戦い」主題歌                       |
| 1995年 | So in Love                               | ユニマット・CMソング                                                |
| 1996年 | ごめんね…                                | 日本テレビ系「火曜サスペンス劇場」主題歌                            |
| 1996年 | 君の海に                                 | NHKのテレビドラマ「天晴れ夜十郎」主題歌                             |
| 1997年 | 海色の風〜君住む場所へ〜                 | テレビ朝日系「驚きももの木20世紀」EDテーマ                          |
| 1998年 | 君の海に                                 | 白鶴・CMソング                                                      |
| 1998年 | フレンズ                                 | テレビ朝日系テレビドラマ「はみだし刑事情熱系」主題歌                |
| 1999年 | 恋ことば                                 | 白鶴・CMソング                                                      |
| 2000年 | 幸せのかたち                             | 日本テレビ系「火曜サスペンス劇場」主題歌                            |
| 2000年 | スフィア                                 | NHKのテレビドラマ「マッチポイント!」主題歌                          |
| 2001年 | say my name〜心をニュートラル〜          | 白鶴・CMソング                                                      |
| 2002年 | 枯れない花                               | 花王「グレイスソフィーナ」CMソング                                  |
| 2002年 | 枯れない花                               | テレビ朝日系テレビドラマ「おみやさん」主題歌                        |
| 2003年 | 真昼の別れ                               | 白鶴・CMソング                                                      |
| 2004年 | 心閉ざさないで                           | フジテレビ系「ウチくる!?」EDテーマ                                  |
| 2004年 | 色のたより                               | 花王「グレイスソフィーナ」CMソング                                  |
| 2005年 | 淡き恋人                                 | TBS系テレビドラマ「正しい恋愛のススメ」主題歌                       |
| 2005年 | 時間のそよ風                             | 花王「グレイスソフィーナ」CMソング                                  |
| 2006年 | 僕の嘘                                   | フジテレビフラワーセンター・CMソング                                |
| 2006年 | engage                                   | 花王「グレイスソフィーナ」CMソング                                  |
| 2007年 | オレンヂ                                 | フジテレビ系「金曜プレステージ」OPテーマ                            |
| 2008年 | 目を見て語れ 恋人たちよ                  | 日本テレビ系テレビドラマ「ヒットメーカー 阿久悠物語」主題歌         |

### 映像作品
| 枚   | 発売日         | タイトル                              | 規格品番 |
| ---- | -------------- | ------------------------------------- | --- |
| 1st  | 1992年8月26日  | Live for You...                       | VIVL-87（VHS） VIBL-89（DVD） |
| 2nd  | 1993年12月1日  | At Carnegie Hall N.Y.                 | VIVL-113（VHS） VIBL-206（DVD） VIBL-257（DVD）                                                                                                   |
| 3rd  | 1994年11月2日  | Royal Albert Hall in London           | VIVL-132（VHS） VIBL-207（DVD） VIBL-258（DVD）                                                                                                   |
| 4th  | 1995年11月22日 | Live Tour '95 "Pure Connection"       | VIVL-161（VHS） VIBL-90（DVD） |
| 5th  | 1998年3月21日  | Tip Top Hong Kong Special Version '97 | VIVL-216（VHS） VIBL-208（DVD） VIBL-259（DVD）                                                                                                   |
| 6th  | 1999年5月21日  | フレンズ祭りat武道館                  | VIVL-237（VHS） VIBL-20（DVD） VIBL-91（DVD） |
| 7th  | 2002年9月4日   | 海外コンプリートライヴDVDボックス     | VIBL-62/5 |
| 8th  | 2004年7月21日  | Method                                | VIBL-168 |
| 9th  | 2005年4月21日  | Cinema                                | VIBL-277 |
| 10th | 2006年6月2日   | 戯れの季節を残して                    | VIBL-323 |
| 11th | 2006年11月22日 | Song For You                          | VIBL-357/8 |
| 12th | 2007年5月23日  | Fiesta                                | VIBL-379 |
| 13th | 2008年5月14日  | 優美彩唱                              | VIBL-426 |
| 14th | 2010年5月12日  | Live No Reason                        | VIBL-594 |
| 15th | 2011年6月8日   | Live Sing It! Tour '10                | VIBL-608 |
| 16th | 2012年9月12日  | Live Soirée                           | VIBL-645（DVD） VIXL-38（BD） |
| 17th | 2013年6月5日   | Live Re: So Fine                      | VIBL-678（DVD） VIXL-110（BD） |
| 18th | 2014年6月4日   | Premium 40                            | VIBL-697（DVD） VIXL-124（BD） |
| 19th | 2015年4月22日  | Songs 髙橋真梨子 2007-2014            | VIBL-731（Vol. 1 DVD） VIBL-732（Vol. 2 DVD） VIBL-733（Vol. 3 DVD） VIZL-755（3DVD） VIXL-136（Vol. 1 BD） VIXL-137（Vol. 2 BD） VIZL-754（2BD） |
| 20th | 2015年5月27日  | Live Adultica                         | VIBL-769（DVD） VIXL-150（BD） |
| 21st | 2016年6月1日   | Live ClaChic                          | VIBL-810（DVD） VIXL-168（BD） |
| 22nd | 2017年5月31日  | Live Infini                           | VIBL-856（DVD） VIXL-193（BD） |
| 23rd | 2018年6月13日  | Live Prelude                          | VIBL-892（DVD） VIXL-218（BD） |
| 24th | 2019年6月12日  | Live Katharsis                        | VIBL-943（DVD） VIXL-266（BD） |
| 25th | 2020年8月26日  | Live MariCovers                       | VIBL-984（DVD） VIXL-309（BD） |

## 出演

### NHK紅白歌合戦出場歴
- NHK紅白歌合戦にはペドロ&カプリシャス時代に1回、ソロ歌手として6回の合計7回出場している。
- ペドロ&カプリシャス時代の出場については、ペドロ&カプリシャス#NHK紅白歌合戦出場歴を参照。

| 年度   | 放送回 | 回 | 曲目                 | 出演順 | 対戦相手          | 備考                                                | 司会者                                |
| ------ | ------ | -- | -------------------- | ------ | ----------------- | --------------------------------------------------- | ------------------------------------- |
| 1984年 | 第35回 | 初 | 桃色吐息             | 12/20  | 沢田研二          |                                                     | 鈴木健二/森光子                       |
| 2013年 | 第64回 | 2  | for you…             | 25/25  | SMAP              | 紅組トリ 29年ぶりの最長ブランクタイ出場             | 嵐/綾瀬はるか                         |
| 2015年 | 第66回 | 3  | 五番街のマリーへ2015 | 24/25  | 森進一            | トリ前 「五番街のマリーへ」「桃色吐息」を順に披露。 | 井ノ原快彦/綾瀬はるか                 |
| 2016年 | 第67回 | 4  | ごめんね…            | 21/23  | THE YELLOW MONKEY |                                                     | 相葉雅紀/有村架純                     |
| 2017年 | 第68回 | 5  | for you…（2回目）    | 22/23  | 氷川きよし        | トリ前（2）                                         | 二宮和也/有村架純                     |
| 2024年 | 第75回 | 6  | for you…（3回目）    | 19/21  | THE ALFEE         | 紅組歌手の最年長出場記録                            | 有吉弘行/橋本環奈/伊藤沙莉/鈴木奈穂子 |

### その他・番組出演歴
- 『徹子の部屋』夫・ヘンリー広瀬と共演(テレビ朝日系列・2013年6月7日）
- 『サワコの朝』(TBS系列・2016年6月1日)
- 『スタジオパークからこんにちは』（NHK総合・7月25日）
- 『中居正広の金曜日のスマイルたちへ』（TBS系・2017年1月6日）

など

### ラジオ
- 髙橋真梨子の今夜はシルキー（文化放送）[1]
- ときめきピアニシモ（JFN）[1]

### CM
- 財務省「個人向け国債」（谷村新司と共演、2008年）